# I. Vilmos skót király
I. Vilmos (skót gaelül: Uilleam MacEanraig), középírül: Uilliam mac Eanric vagy Oroszlán Vilmos (Uilleam an Leòmhann), más néven Garbh, "a durva" (1143 körül – Stirling, 1214. december 4.) skót király 1165-től haláláig. 15 éven át (1174–1189) az angol király hűbéreseként uralkodott, de azután kiharcolta függetlenségét.
Vilmos Huntingdoni Henrik (1114–1152) fiaként, és I. Dávid unokájaként született. A Northumbria grófja címet, amikor is kénytelen volt erről lemondani II. Henrik angol király javára. 1165-ben gyermektelenül elhalt bátyját, IV. Macolmot követte a trónon. 1173-ban megpróbálta visszaszerezni Northumbriát, de 1174-ben Alwicknél angol fogságba esett. Szabadulása fejében elismerte II. Henriket hűbérurának, és elfogadta az angol egyház skóttal szembeni fensőbbségét. Ezzel párhuzamosan országában kis létszámú, de jól működő bürokráciát hozott létre. Skócia több városának kiváltságlevelet adott, és 1178-ban megalapította az arbroath apátságot, mely 40 év múlva valószínűleg Skócia leggazdagabb monostorává vált.
1189-ben meghalt II. Henrik, és utóda, Oroszlánszívű Richárd – magas összeg fejében – felmentette Vilmos hűbéri kötelezettségei alól. További sikerként könyvelhető el, hogy 1192-ben III. Celesztin pápa a skót egyházat – Anglia alól kivonva – közvetlenül Rómának rendelte alá.
Richárd utóda, Földnélküli János alatt Northumbria kérdése miatt újra romlani kezdett a skót–angol viszony. 1209-ben Jánosnak sikerült rákényszeríteni Vilmost a területről való lemondásra. Vilmos közel 50 éves uralkodás után, 1214-ben hunyt el, mintegy 70 éves lehetett. 48 évig tartó uralkodása volt a második leghosszabb a skót történelemben, és a leghosszabb ideig uralkodó skót király volt az 1603-as perszonálunió előtt. A trónon fia, II. Sándor követte.